# Санта Марија деј Мези I (Кјети)
Санта Марија деј Мези I (итал. Santa Maria dei Mesi I) је насеље у Италији у округу Кјети, региону Абруцо.
Према процени из 2011. у насељу је живело 96 становника. Насеље се налази на надморској висини од 250 м.